# Прощение крови
Прощение крови (алб. Falja e Gjakut) — албанско-американский драматический фильм 2011 года. Кинолента драматурга и кинорежиссера Джошуа Марстона, известного по телевизионным проектам «Новости» и «Черный ящик», сценарий которой он написал вместе с Андамионом Муратаем, завоевала награду «Серебряный медведь» на Берлинском кинофестивале в 2011 году.

## Сюжет
Ученик старших классов, сын простых рабочих, решает заняться организацией собственного бизнеса, который, как он надеется, будет приносить немалый доход, что обеспечит ему и его семье беззаботное существование. А Рудина, младшая дочь супругов, хочет стать студенткой элитного колледжа и получить достойное образование. Но увы, мечтам молодых людей не суждено было воплотиться в жизнь, после того, как судьба посылает им нелегкое испытание.
Представители закона предъявляют отцу детей серьезные обвинения и требуют, чтобы он предстал перед судом. Муж убегает из дома и бесследно исчезает. Родные беглеца вынуждены находиться под домашним арестом, ведь именно этого требует от них древние законы Албании…